# Bournoncle-Saint-Pierre
Bournoncle-Saint-Pierre (okzitanisch gleichlautend) ist eine französische Gemeinde mit 1.051 Einwohnern (Stand: 1. Januar 2022) im Département Haute-Loire in der Region Auvergne-Rhône-Alpes. Sie gehört zum Arrondissement Brioude und zum Kanton Brioude. 

## Geographie
Bournoncle-Saint-Pierre liegt sieben Kilometer nordwestlich von Brioude. Umgeben wird Bournoncle-Saint-Pierre von den Nachbargemeinden Vergongheon im Norden, Cohade im Osten, Beaumont im Süden, Saint-Géron im Westen sowie Lempdes-sur-Allagnon im Nordwesten.
Die Bevölkerung der Gemeinde verteilt sich auf die Ortsteile Bournoncle, Laroche, Bard, Barlières, Peyssanges, Les Combes und Arvant.
Durch die Gemeinde führen die Route nationale 102 sowie die Eisenbahnstrecke von Saint-Germain-des-Fossés nach Nîmes-Courbessac, von welcher im Ortsteil Arvant die Nebenstrecke nach Figeac abzweigt.

## Gare d'Arvant
Der erst im Jahr 1929 der Gemeinde zugeschlagene Ortsteil Avant verdankt seine Existenz dem dortigen Umsteigebahnhof, an dem neben Regionalzügen des TER Auvergne-Rhône-Alpes auch Intercités halten. 

## Bevölkerungsentwicklung
| Jahr                       | 1962 | 1968 | 1975 | 1982 | 1990 | 1999 | 2006 | 2012 | 2020 |
| Einwohner                  | 1153 | 1142 | 1101 | 1049 | 994  | 954  | 997  | 1007 | 1002 |
| Quellen: Cassini und INSEE |      |      |      |      |      |      |      |      |      |

## Sehenswürdigkeiten
- Romanische Kirche Saint-Pierre aus dem 12./13. Jahrhundert im Ortsteil Bournoncle. Die außen schlichte Kirche wurde im Jahr 1963 wegen ihrer Innenausstattung zum Monument Historique erklärt.[2]
- Schlossruine im Ortsteil Laroche mit erhaltenem Donjon.